# Альтендорф (Швиц)
Альтендорф (нем. Altendorf SZ) — коммуна в Швейцарии, в кантоне Швиц.
Входит в состав округа Марх. Население составляет 5788 человек (на 31 декабря 2007 года). Официальный код  —  1341.

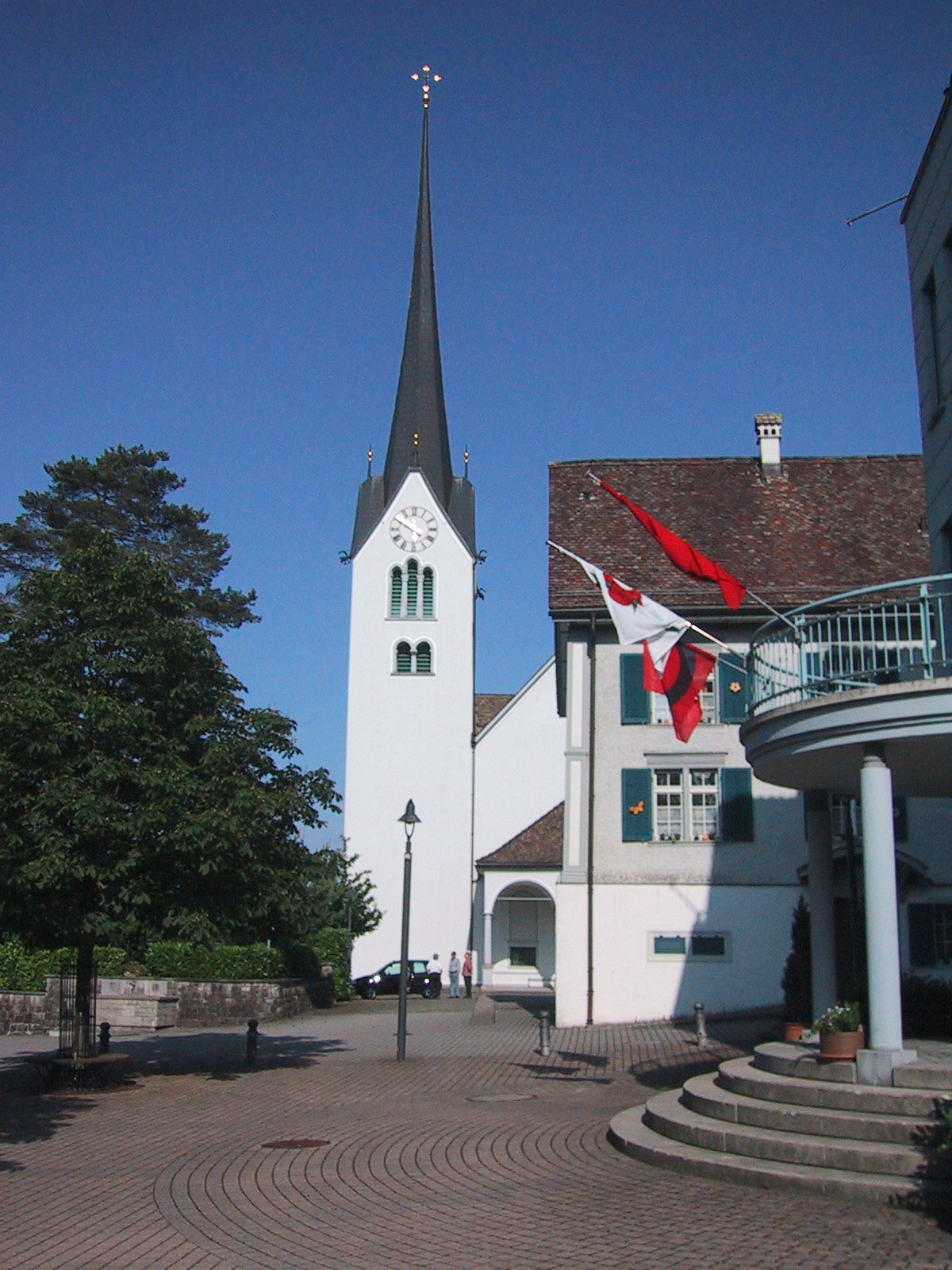
Альтендорф